# 나와라! 코쿠리씨
《나와라! 코쿠리씨》(일본어: 繰繰れ! コックリさん)는 엔도 미도리가 쓴 일본의 만화로, 스퀘어 에닉스의 월간 간간 JOKER에 2011년 8월호부터 2016년 12월호까지 연재되었다. 낱권책은 전 12권으로 나왔다. 대한민국에서는 전자책으로만 나왔다. TMS 엔터테인먼트가 제작한 TV 애니메이션은 2014년 10월 5일부터 12월 22일까지 방영되었다.

## 줄거리
이치마츠 코히나는 집에서 혼자 사는 여자 초등학생이다. 어느 날 집에 혼자 있는 동안 그녀는 여우 요괴인 코쿠리 씨를 소환한다. 코쿠리 씨는 코히나를 보살피게 되는데….

## 등장인물
- 이치마츠 코히나(市松こひな)

성우: 히로하시 료
- 코쿠리(コックリ)

성우: 오노 다이스케(남자), 시라이시 료코(여자)
- 이누가미(狗神)

성우: 사쿠라이 타카히로(남자), 사이토 치와(여자)
- 시가라키 (信楽)

성우: 나카타 죠지
- 야마모토(山本)

성우: 야마모토 카즈토미
- 지메코(じめ子)

성우: 카네모토 히사코
- 텐구(天狗)

성우: 토리우미 코스케
- 타마(タマ)

성우: 노가미 유카나